# قصر البنات (مصر)
قصر البنات (يعرف أيضاً بيوحميريا) هو حصن روماني آثري يقع بين قفط والقصير في مصر.
مساحة الصحن 40 ضرب 33 متر (130 ضرب 108 قدم). عثر على نقوش قريبة تعود ‘لى فترات حكم الأباطرة أغسطس قيصر وهادريان.